# Bolsa de Bulgaria
La Bolsa de Bulgaria (en búlgaro: Българска фондова борса – София) está situada en Sofía, la capital de Bulgaria. Fue fundada el 15 de abril de 1914 y suspendida tras la Segunda Guerra Mundial y la formación de la República Popular de Bulgaria. Tras la caída del gobierno comunista, retomó sus operaciones en 1991.